# Katedra Wszystkich Świętych w Chicago
Katedra Wszystkich Świętych w Chicago – katedra diecezji zachodniej Polskiego Narodowego Kościoła Katolickiego (PNKK) w Stanach Zjednoczonych Ameryki Północnej i Kanady. 
Za genezę parafii (katedry) Wszystkich Świętych, można uznać spór parafian z zakonem zmartwychwstańców, mający miejsce pod koniec XIX wieku w parafii św. Jadwigi w Chicago. Zgromadzenie to obawiało się, aby ceniony i lubiany przez wiernych ks. Antoni Kozłowski nie został proboszczem parafii. Spór w konsekwencji zakończył się pozbawieniem ks. Antoniego Kozłowskiego w dniu 18 grudnia 1894 funkcji wikariusza i rozłamem parafii. Zwolennicy wikariusza nie ustępowali, postanowili założyć nową parafię, którą w bardzo krótkim czasie pobudowali – bez zgody biskupa -- własny, skromny kościół tymczasowy w Chicago przy ul. Lubeck. 
Ks. Antoni Kozłowski już w 1895 r. poświęcił kamień węgielny pod następny, nowy obiekt sakralny. W dniu 10 listopada 1895 r. dokonano poświęcenia nowego obiektu sakralnego, a na nadzwyczajnym zgromadzeniu parafian w dniu 11 listopada 1895 r. ogłoszono zasady nowego Kościoła. W dniu 1 maja 1897 na zgromadzeniu w Chicago postanowiono utworzyć: Kościół Polskokatolicki w Chicago (skonsolidowano z parafią Wszystkich Świętych, pozostałe polskie parafie). 21 listopada 1897 roku w kościele starokatolickim w Bernie w Szwajcarii ks. Antoni Kozłowski przyjął sakrę biskupią. 14 stycznia 1907 r. zmarł ks. bp Kozłowski, a w 1909 r. Kościół Polskokatolicki w Chicago, został wcielony do Polskiego Kościoła Narodowego. Od października 1993 r. liturgie przeniesiono do wybudowanego wówczas, funkcyjnego kościoła – stara katedra została przekazana Kościołowi Prezbiteriańskiemu. 
Msze św. odbywają się w nowej świątyni codziennie o 8:30, w niedziele dodatkowo o 11:30. Sam zaś kościół położony jest przy ul. West Higgins Road 9201.